# Strade Bianche 2025
Strade Bianche 2025 – 19. edycja wyścigu kolarskiego Strade Bianche, która odbyła się 8 marca 2025 na liczącej 213 kilometrów trasie wokół Sieny. Impreza kategorii 1.UWT była częścią UCI World Tour 2025.

## Uczestnicy

### Drużyny
| WorldTeams (18)- EF Education-EasyPost - Alpecin-Deceuninck - Arkéa-B&B Hotels - XDS Astana Team - Bahrain-Victorious - Cofidis - Decathlon AG2R La Mondiale Team - Groupama-FDJ - Ineos Grenadiers - Intermarché-Wanty - Lidl-Trek - Movistar Team - Red Bull-BORA-hansgrohe - Soudal Quick-Step - Team Picnic-PostNL - Team Jayco AlUla - Team Visma \| Lease a Bike - UAE Team Emirates XRG ProTeams (7)- Israel-Premier Tech - Uno-X Mobility - Lotto - Q36.5 Pro Cycling Team - Solution Tech-Vini Fantini - Team Polti VisitMalta - Tudor Pro Cycling Team |
| |

### Lista startowa
| UAE Team Emirates XRG UAD                         | UAE Team Emirates XRG UAD   | UAE Team Emirates XRG UAD |
| ------------------------------------------------- | --------------------------- | ------------------------- |
| Nr                                                | Kolarz                      | Miejsce                   |
| 1                                                 | Tadej Pogačar (SLO) (szosa) | 1.                        |
| 2                                                 | Filippo Baroncini (ITA)     | DNF                       |
| 3                                                 | Isaac Del Toro (MEX)        | 33.                       |
| 4                                                 | Felix Großschartner (AUT)   | DNF                       |
| 5                                                 | Domen Novak (SLO) (szosa)   | DNF                       |
| 6                                                 | Florian Vermeersch (BEL)    | 18.                       |
| 7                                                 | Tim Wellens (BEL)           | 3.                        |
| Dyrektor sportowy : Andrej Hauptman, Manuele Mori |                             |                           |

| Alpecin-Deceuninck ADC                                   | Alpecin-Deceuninck ADC      | Alpecin-Deceuninck ADC |
| -------------------------------------------------------- | --------------------------- | ---------------------- |
| Nr                                                       | Kolarz                      | Miejsce                |
| 11                                                       | Gianni Vermeersch (BEL)     | 7.                     |
| 12                                                       | Samuel Gaze (NZL)           | DNF                    |
| 13                                                       | Gal Glivar (SLO)            | DNF                    |
| 14                                                       | Quinten Hermans (BEL)       | 15.                    |
| 15                                                       | Xandro Meurisse (BEL)       | DNF                    |
| 16                                                       | Johan Price-Pejtersen (DEN) | DNF                    |
| 17                                                       | Emiel Verstrynge (BEL)      | DNF                    |
| Dyrektor sportowy : Christoph Roodhooft, Gianni Meersman |                             |                        |

| Arkéa-B&B Hotels ARK                             | Arkéa-B&B Hotels ARK    | Arkéa-B&B Hotels ARK |
| ------------------------------------------------ | ----------------------- | -------------------- |
| Nr                                               | Kolarz                  | Miejsce              |
| 21                                               | Kévin Vauquelin (FRA)   | 20.                  |
| 22                                               | Anthony Delaplace (FRA) | 53.                  |
| 23                                               | Louis Rouland (FRA)     | DNF                  |
| 24                                               | Simon Guglielmi (FRA)   | 92.                  |
| 25                                               | Mathis Le Berre (FRA)   | 80.                  |
| 26                                               | Martin Tjøtta (NOR)     | 65.                  |
| 27                                               | Clément Venturini (FRA) | DNF                  |
| Dyrektor sportowy : Yvon Ledanois, Kévin Rinaldi |                         |                      |

| Bahrain Victorious TBV                                 | Bahrain Victorious TBV   | Bahrain Victorious TBV |
| ------------------------------------------------------ | ------------------------ | ---------------------- |
| Nr                                                     | Kolarz                   | Miejsce                |
| 31                                                     | Pello Bilbao (ESP)       | 5.                     |
| 32                                                     | Nicolo Buratti (ITA)     | 98.                    |
| 33                                                     | Afonso Eulálio (POR)     | 46.                    |
| 34                                                     | Matej Mohorič (SLO)      | DNS                    |
| 35                                                     | Andrea Pasqualon (ITA)   | DNF                    |
| 36                                                     | Robert Stannard (AUS)    | DNF                    |
| 37                                                     | Max van der Meulen (NED) | DNF                    |
| Dyrektor sportowy : Gorazd Štangelj, Franco Pellizotti |                          |                        |

| Cofidis COF                                           | Cofidis COF                 | Cofidis COF |
| ----------------------------------------------------- | --------------------------- | ----------- |
| Nr                                                    | Kolarz                      | Miejsce     |
| 41                                                    | Alex Aranburu (ESP) (szosa) | 75.         |
| 42                                                    | Valentin Ferron (FRA)       | DNF         |
| 43                                                    | Ion Izagirre (ESP)          | 62.         |
| 44                                                    | Jonathan Lastra (ESP)       | DNF         |
| 45                                                    | Jan Maas (NED)              | 73.         |
| 46                                                    | Paul Ourselin (FRA)         | DNF         |
| 47                                                    | Dylan Teuns (BEL)           | 37.         |
| Dyrektor sportowy : Roberto Damiani, Bingen Fernández |                             |             |

| Decathlon-AG2R La Mondiale DAT                  | Decathlon-AG2R La Mondiale DAT | Decathlon-AG2R La Mondiale DAT |
| ----------------------------------------------- | ------------------------------ | ------------------------------ |
| Nr                                              | Kolarz                         | Miejsce                        |
| 51                                              | Bastien Tronchon (FRA)         | 26.                            |
| 52                                              | Clément Berthet (FRA)          | DNF                            |
| 53                                              | Stan Dewulf (BEL)              | DNF                            |
| 54                                              | Jordan Labrosse (FRA)          | 17.                            |
| 55                                              | Noa Isidore (FRA)              | 97.                            |
| 56                                              | Nicolas Prodhomme (FRA)        | 91.                            |
| 57                                              | Andrea Vendrame (ITA)          | 16.                            |
| Dyrektor sportowy : Julien Jurdie, Luke Roberts |                                |                                |

| EF Education-EasyPost EFE                                  | EF Education-EasyPost EFE   | EF Education-EasyPost EFE |
| ---------------------------------------------------------- | --------------------------- | ------------------------- |
| Nr                                                         | Kolarz                      | Miejsce                   |
| 61                                                         | Ben Healy (IRL)             | 4.                        |
| 62                                                         | Richard Carapaz (ECU)       | 78.                       |
| 63                                                         | Rui Costa (POR) (szosa)     | DNF                       |
| 64                                                         | Mikkel Frølich Honoré (DEN) | 38.                       |
| 65                                                         | Archie Ryan (IRL)           | DNF                       |
| 66                                                         | James Shaw (GBR)            | 67.                       |
| 67                                                         | Michael Valgren (DEN)       | 8.                        |
| Dyrektor sportowy : Juan Manuel Gárate, Tejay van Garderen |                             |                           |

| Groupama-FDJ GFC                    | Groupama-FDJ GFC       | Groupama-FDJ GFC |
| ----------------------------------- | ---------------------- | ---------------- |
| Nr                                  | Kolarz                 | Miejsce          |
| 71                                  | Valentin Madouas (FRA) | 39.              |
| 72                                  | Lewis Askey (GBR)      | 19.              |
| 73                                  | David Gaudu (FRA)      | DNF              |
| 74                                  | Lorenzo Germani (ITA)  | 55.              |
| 75                                  | Romain Grégoire (FRA)  | 52.              |
| 76                                  | Quentin Pacher (FRA)   | 76.              |
| 77                                  | Rémy Rochas (FRA)      | DNF              |
| Dyrektor sportowy : Jussi Veikkanen |                        |                  |

| Ineos Grenadiers IGD                            | Ineos Grenadiers IGD     | Ineos Grenadiers IGD |
| ----------------------------------------------- | ------------------------ | -------------------- |
| Nr                                              | Kolarz                   | Miejsce              |
| 81                                              | Michał Kwiatkowski (POL) | DNF                  |
| 82                                              | Kim Heiduk (GER)         | DNF                  |
| 83                                              | Salvatore Puccio (ITA)   | DNF                  |
| 84                                              | Brandon Rivera (COL)     | 34.                  |
| 85                                              | Artem Shmidt (USA)       | DNF                  |
| 86                                              | Connor Swift (GBR)       | 13.                  |
| 87                                              | Ben Turner (GBR)         | 56.                  |
| Dyrektor sportowy : Imanol Erviti, Ian Stannard |                          |                      |

| Intermarché-Wanty IWA                                     | Intermarché-Wanty IWA   | Intermarché-Wanty IWA |
| --------------------------------------------------------- | ----------------------- | --------------------- |
| Nr                                                        | Kolarz                  | Miejsce               |
| 91                                                        | Francesco Busatto (ITA) | 48.                   |
| 92                                                        | Louis Barré (FRA)       | 36.                   |
| 93                                                        | Kamiel Bonneu (BEL)     | DNF                   |
| 94                                                        | Kevin Colleoni (ITA)    | 58.                   |
| 95                                                        | Tom Paquot (BEL)        | DNF                   |
| 96                                                        | Simone Petilli (ITA)    | DNF                   |
| 97                                                        | Alexy Faure Prost (FRA) | DNF                   |
| Dyrektor sportowy : Aike Visbeek, Franky Van Haesebroucke |                         |                       |

| Israel-Premier Tech IPT                          | Israel-Premier Tech IPT | Israel-Premier Tech IPT |
| ------------------------------------------------ | ----------------------- | ----------------------- |
| Nr                                               | Kolarz                  | Miejsce                 |
| 101                                              | Jakob Fuglsang (DEN)    | 43.                     |
| 102                                              | Joseph Blackmore (GBR)  | 30.                     |
| 103                                              | Simon Clarke (AUS)      | 51.                     |
| 104                                              | Hugo Houle (CAN)        | 54.                     |
| 105                                              | Krists Neilands (LAT)   | DNF                     |
| 106                                              | Nadav Raisberg (ISR)    | 93.                     |
| 107                                              | Riley Sheehan (USA)     | DNF                     |
| Dyrektor sportowy : Sam Bewley, Francesco Frassi |                         |                         |

| Lidl-Trek LTK                                   | Lidl-Trek LTK           | Lidl-Trek LTK |
| ----------------------------------------------- | ----------------------- | ------------- |
| Nr                                              | Kolarz                  | Miejsce       |
| 111                                             | Andrea Bagioli (ITA)    | DNF           |
| 112                                             | Bauke Mollema (NED)     | 35.           |
| 113                                             | Jacopo Mosca (ITA)      | DNF           |
| 114                                             | Albert Withen Philipsen | 25.           |
| 115                                             | Quinn Simmons (USA)     | DNF           |
| 116                                             | Toms Skujiņš (LAT)      | 12.           |
| 117                                             | Mathias Vacek (CZE)     | DNF           |
| Dyrektor sportowy : Kim Andersen, Adriano Baffi |                         |               |

| Lotto LTD                                     | Lotto LTD                 | Lotto LTD |
| --------------------------------------------- | ------------------------- | --------- |
| Nr                                            | Kolarz                    | Miejsce   |
| 121                                           | Lennert Van Eetvelt (BEL) | 9.        |
| 122                                           | Jarrad Drizners (AUS)     | DNF       |
| 123                                           | Logan Currie (NZL)        | 82.       |
| 124                                           | Arjen Livyns (BEL)        | 42.       |
| 125                                           | Eduardo Sepúlveda (ARG)   | 79.       |
| 126                                           | Reuben Thompson (NZL)     | 50.       |
| 127                                           | Jonas Gregaard (DEN)      | DNF       |
| Dyrektor sportowy : Mario Aerts, Marc Wauters |                           |           |

| Movistar Team MOV                       | Movistar Team MOV                | Movistar Team MOV |
| --------------------------------------- | -------------------------------- | ----------------- |
| Nr                                      | Kolarz                           | Miejsce           |
| 131                                     | Davide Formolo (ITA)             | 14.               |
| 132                                     | Ruben Guerreiro (POR)            | DNF               |
| 133                                     | Carlos Canal (ESP)               | 64.               |
| 134                                     | Davide Cimolai (ITA)             | DNF               |
| 135                                     | Pelayo Sánchez (ESP)             | DNF               |
| 136                                     | Gonzalo Serrano (ESP)            | 71.               |
| 137                                     | Natnael Tesfatsion (ERI) (szosa) | DNF               |
| Dyrektor sportowy : Maximilian Sciandri |                                  |                   |

| Q36.5 Pro Cycling Team Q36                                  | Q36.5 Pro Cycling Team Q36 | Q36.5 Pro Cycling Team Q36 |
| ----------------------------------------------------------- | -------------------------- | -------------------------- |
| Nr                                                          | Kolarz                     | Miejsce                    |
| 141                                                         | Thomas Pidcock (GBR)       | 2.                         |
| 142                                                         | Xabier Azparren (ESP)      | DNF                        |
| 143                                                         | Gianluca Brambilla (ITA)   | DNF                        |
| 144                                                         | Fabio Christen (SUI)       | 87.                        |
| 145                                                         | Mark Donovan (GBR)         | 27.                        |
| 146                                                         | Milan Vader (NED)          | DNF                        |
| 147                                                         | Nickolas Zukowsky (CAN)    | DNF                        |
| Dyrektor sportowy : Gabriele Missaglia, Alexandre Sans Vega |                            |                            |

| Red Bull-Bora-Hansgrohe RBH                            | Red Bull-Bora-Hansgrohe RBH | Red Bull-Bora-Hansgrohe RBH |
| ------------------------------------------------------ | --------------------------- | --------------------------- |
| Nr                                                     | Kolarz                      | Miejsce                     |
| 151                                                    | Roger Adrià (ESP)           | 10.                         |
| 152                                                    | Jonas Koch (GER)            | DNF                         |
| 153                                                    | Filip Maciejuk (POL)        | DNF                         |
| 154                                                    | Gianni Moscon (ITA)         | DNF                         |
| 155                                                    | Anton Palzer (GER)          | DNF                         |
| 156                                                    | Jan Tratnik (SLO)           | 60.                         |
| 157                                                    | Tim van Dijke (NED)         | DNF                         |
| Dyrektor sportowy : Enrico Gasparotto, Christian Pömer |                             |                             |

| Team Solution Tech-Vini Fantini TFT  | Team Solution Tech-Vini Fantini TFT | Team Solution Tech-Vini Fantini TFT |
| ------------------------------------ | ----------------------------------- | ----------------------------------- |
| Nr                                   | Kolarz                              | Miejsce                             |
| 161                                  | Davide Baldaccini (ITA)             | DNF                                 |
| 162                                  | Valerio Conti (ITA)                 | 72.                                 |
| 163                                  | Andrea Piras (ITA)                  | DNF                                 |
| 164                                  | Lorenzo Quartucci (ITA)             | 66.                                 |
| 165                                  | Kristian Sbaragli (ITA)             | DNF                                 |
| 166                                  | Arnaud Tissières (SUI)              | DNF                                 |
| 167                                  | Kyryło Carenko (UKR)                | 83.                                 |
| Dyrektor sportowy : Marco Zamparella |                                     |                                     |

| Soudal Quick-Step SOQ                              | Soudal Quick-Step SOQ    | Soudal Quick-Step SOQ |
| -------------------------------------------------- | ------------------------ | --------------------- |
| Nr                                                 | Kolarz                   | Miejsce               |
| 171                                                | Mikel Landa (ESP)        | 11.                   |
| 172                                                | Mattia Cattaneo (ITA)    | 29.                   |
| 173                                                | Gianmarco Garofoli (ITA) | 45.                   |
| 174                                                | Pepijn Reinderink (NED)  | 59.                   |
| 175                                                | Pieter Serry (BEL)       | DNF                   |
| 176                                                | Mauri Vansevenant (BEL)  | 84.                   |
| 177                                                | Louis Vervaeke (BEL)     | DNF                   |
| Dyrektor sportowy : Davide Bramati, Klaas Lodewyck |                          |                       |

| Team Jayco AlUla JAY                           | Team Jayco AlUla JAY       | Team Jayco AlUla JAY |
| ---------------------------------------------- | -------------------------- | -------------------- |
| Nr                                             | Kolarz                     | Miejsce              |
| 181                                            | Filippo Zana (ITA)         | 47.                  |
| 182                                            | Alessandro De Marchi (ITA) | DNF                  |
| 183                                            | Davide De Pretto (ITA)     | DNF                  |
| 184                                            | Felix Engelhardt (GER)     | 57.                  |
| 185                                            | Anders Foldager (DEN)      | 31.                  |
| 186                                            | Alan Hatherly (RSA)        | DNF                  |
| 187                                            | Asbjørn Hellemose (DEN)    | 86.                  |
| Dyrektor sportowy : Valerio Piva, Andrew Smith |                            |                      |

| Team Picnic-PostNL TPP                           | Team Picnic-PostNL TPP    | Team Picnic-PostNL TPP |
| ------------------------------------------------ | ------------------------- | ---------------------- |
| Nr                                               | Kolarz                    | Miejsce                |
| 191                                              | Kevin Vermaerke (USA)     | DNF                    |
| 192                                              | Romain Combaud (FRA)      | DNF                    |
| 193                                              | Robbe Dhondt (BEL)        | DNF                    |
| 194                                              | Chris Hamilton (AUS)      | 44.                    |
| 195                                              | Bjoern Koerdt (GBR)       | 77.                    |
| 196                                              | Max Poole (GBR)           | DNF                    |
| 197                                              | Frank van den Broek (NED) | 88.                    |
| Dyrektor sportowy : Matthew Winston, Philip West |                           |                        |

| Team Polti VisitMalta PTV                            | Team Polti VisitMalta PTV | Team Polti VisitMalta PTV |
| ---------------------------------------------------- | ------------------------- | ------------------------- |
| Nr                                                   | Kolarz                    | Miejsce                   |
| 201                                                  | Mattia Bais (ITA)         | 81.                       |
| 202                                                  | Davide De Cassan (ITA)    | 89.                       |
| 203                                                  | Álex Martín (ESP)         | DNF                       |
| 204                                                  | Gabriele Raccagni (ITA)   | DNF                       |
| 205                                                  | Javier Serrano (ESP)      | DNF                       |
| 206                                                  | Diego Sevilla (ESP)       | DNF                       |
| 207                                                  | Samuele Zoccarato (ITA)   | 49.                       |
| Dyrektor sportowy : Stefano Zanatta, Giovanni Ellena |                           |                           |

| Team Visma \| Lease a Bike TVL                     | Team Visma \| Lease a Bike TVL | Team Visma \| Lease a Bike TVL |
| -------------------------------------------------- | ------------------------------ | ------------------------------ |
| Nr                                                 | Kolarz                         | Miejsce                        |
| 211                                                | Attila Valter (HUN) (szosa)    | 22.                            |
| 212                                                | Tijmen Graat (NED)             | 90.                            |
| 213                                                | Menno Huising (NED)            | DNF                            |
| 214                                                | Jørgen Nordhagen (NOR)         | 85.                            |
| 215                                                | Ben Tulett (GBR)               | 61.                            |
| 216                                                | Tosh Van der Sande (BEL)       | DNF                            |
| 217                                                | Julien Vermote (BEL)           | DNF                            |
| Dyrektor sportowy : Jesper Mørkøv, Maarten Wynants |                                |                                |

| Tudor Pro Cycling Team TUD                         | Tudor Pro Cycling Team TUD   | Tudor Pro Cycling Team TUD |
| -------------------------------------------------- | ---------------------------- | -------------------------- |
| Nr                                                 | Kolarz                       | Miejsce                    |
| 221                                                | Marc Hirschi (SUI)           | 24.                        |
| 222                                                | Larry Warbasse (USA)         | 74.                        |
| 223                                                | Jacob Eriksson (SWE) (szosa) | 96.                        |
| 224                                                | Roland Thalmann (SUI)        | DNF                        |
| 225                                                | Yannis Voisard (SUI)         | 69.                        |
| 226                                                | Fabian Weiss (SUI)           | 32.                        |
| 227                                                | Hannes Wilksch (GER)         | 94.                        |
| Dyrektor sportowy : Matteo Tosatto, Marcel Sieberg |                              |                            |

| Uno-X Mobility UXM                              | Uno-X Mobility UXM               | Uno-X Mobility UXM |
| ----------------------------------------------- | -------------------------------- | ------------------ |
| Nr                                              | Kolarz                           | Miejsce            |
| 231                                             | Magnus Cort Nielsen (DEN)        | 6.                 |
| 232                                             | Martin Urianstad (NOR)           | 70.                |
| 233                                             | Fredrik Dversnes (NOR)           | 21.                |
| 234                                             | Ådne Holter (NOR)                | 95.                |
| 235                                             | Anders Halland Johannessen (NOR) | 28.                |
| 236                                             | Tobias Halland Johannessen (NOR) | 23.                |
| 237                                             | William Blume Levy (DEN)         | 68.                |
| Dyrektor sportowy : Gabriel Rasch, Emil Vinjebo |                                  |                    |

| XDS Astana Team XAT                               | XDS Astana Team XAT           | XDS Astana Team XAT |
| ------------------------------------------------- | ----------------------------- | ------------------- |
| Nr                                                | Kolarz                        | Miejsce             |
| 241                                               | Alberto Bettiol (ITA) (szosa) | DNF                 |
| 242                                               | Alessandro Romele (ITA)       | 63.                 |
| 243                                               | Christian Scaroni (ITA)       | DNF                 |
| 244                                               | Ide Schelling (NED)           | DNF                 |
| 245                                               | Davide Toneatti (ITA)         | 40.                 |
| 246                                               | Diego Ulissi (ITA)            | DNF                 |
| 247                                               | Simone Velasco (ITA)          | 41.                 |
| Dyrektor sportowy : Stefano Zanini, Dario Cataldo |                               |                     |

| UAE Team Emirates XRG UAD                         | UAE Team Emirates XRG UAD   | UAE Team Emirates XRG UAD |
| ------------------------------------------------- | --------------------------- | ------------------------- |
| Nr                                                | Kolarz                      | Miejsce                   |
| 1                                                 | Tadej Pogačar (SLO) (szosa) | 1.                        |
| 2                                                 | Filippo Baroncini (ITA)     | DNF                       |
| 3                                                 | Isaac Del Toro (MEX)        | 33.                       |
| 4                                                 | Felix Großschartner (AUT)   | DNF                       |
| 5                                                 | Domen Novak (SLO) (szosa)   | DNF                       |
| 6                                                 | Florian Vermeersch (BEL)    | 18.                       |
| 7                                                 | Tim Wellens (BEL)           | 3.                        |
| Dyrektor sportowy : Andrej Hauptman, Manuele Mori |                             |                           |

| Alpecin-Deceuninck ADC                                   | Alpecin-Deceuninck ADC      | Alpecin-Deceuninck ADC |
| -------------------------------------------------------- | --------------------------- | ---------------------- |
| Nr                                                       | Kolarz                      | Miejsce                |
| 11                                                       | Gianni Vermeersch (BEL)     | 7.                     |
| 12                                                       | Samuel Gaze (NZL)           | DNF                    |
| 13                                                       | Gal Glivar (SLO)            | DNF                    |
| 14                                                       | Quinten Hermans (BEL)       | 15.                    |
| 15                                                       | Xandro Meurisse (BEL)       | DNF                    |
| 16                                                       | Johan Price-Pejtersen (DEN) | DNF                    |
| 17                                                       | Emiel Verstrynge (BEL)      | DNF                    |
| Dyrektor sportowy : Christoph Roodhooft, Gianni Meersman |                             |                        |

| Arkéa-B&B Hotels ARK                             | Arkéa-B&B Hotels ARK    | Arkéa-B&B Hotels ARK |
| ------------------------------------------------ | ----------------------- | -------------------- |
| Nr                                               | Kolarz                  | Miejsce              |
| 21                                               | Kévin Vauquelin (FRA)   | 20.                  |
| 22                                               | Anthony Delaplace (FRA) | 53.                  |
| 23                                               | Louis Rouland (FRA)     | DNF                  |
| 24                                               | Simon Guglielmi (FRA)   | 92.                  |
| 25                                               | Mathis Le Berre (FRA)   | 80.                  |
| 26                                               | Martin Tjøtta (NOR)     | 65.                  |
| 27                                               | Clément Venturini (FRA) | DNF                  |
| Dyrektor sportowy : Yvon Ledanois, Kévin Rinaldi |                         |                      |

| Bahrain Victorious TBV                                 | Bahrain Victorious TBV   | Bahrain Victorious TBV |
| ------------------------------------------------------ | ------------------------ | ---------------------- |
| Nr                                                     | Kolarz                   | Miejsce                |
| 31                                                     | Pello Bilbao (ESP)       | 5.                     |
| 32                                                     | Nicolo Buratti (ITA)     | 98.                    |
| 33                                                     | Afonso Eulálio (POR)     | 46.                    |
| 34                                                     | Matej Mohorič (SLO)      | DNS                    |
| 35                                                     | Andrea Pasqualon (ITA)   | DNF                    |
| 36                                                     | Robert Stannard (AUS)    | DNF                    |
| 37                                                     | Max van der Meulen (NED) | DNF                    |
| Dyrektor sportowy : Gorazd Štangelj, Franco Pellizotti |                          |                        |

| Cofidis COF                                           | Cofidis COF                 | Cofidis COF |
| ----------------------------------------------------- | --------------------------- | ----------- |
| Nr                                                    | Kolarz                      | Miejsce     |
| 41                                                    | Alex Aranburu (ESP) (szosa) | 75.         |
| 42                                                    | Valentin Ferron (FRA)       | DNF         |
| 43                                                    | Ion Izagirre (ESP)          | 62.         |
| 44                                                    | Jonathan Lastra (ESP)       | DNF         |
| 45                                                    | Jan Maas (NED)              | 73.         |
| 46                                                    | Paul Ourselin (FRA)         | DNF         |
| 47                                                    | Dylan Teuns (BEL)           | 37.         |
| Dyrektor sportowy : Roberto Damiani, Bingen Fernández |                             |             |

| Decathlon-AG2R La Mondiale DAT                  | Decathlon-AG2R La Mondiale DAT | Decathlon-AG2R La Mondiale DAT |
| ----------------------------------------------- | ------------------------------ | ------------------------------ |
| Nr                                              | Kolarz                         | Miejsce                        |
| 51                                              | Bastien Tronchon (FRA)         | 26.                            |
| 52                                              | Clément Berthet (FRA)          | DNF                            |
| 53                                              | Stan Dewulf (BEL)              | DNF                            |
| 54                                              | Jordan Labrosse (FRA)          | 17.                            |
| 55                                              | Noa Isidore (FRA)              | 97.                            |
| 56                                              | Nicolas Prodhomme (FRA)        | 91.                            |
| 57                                              | Andrea Vendrame (ITA)          | 16.                            |
| Dyrektor sportowy : Julien Jurdie, Luke Roberts |                                |                                |

| EF Education-EasyPost EFE                                  | EF Education-EasyPost EFE   | EF Education-EasyPost EFE |
| ---------------------------------------------------------- | --------------------------- | ------------------------- |
| Nr                                                         | Kolarz                      | Miejsce                   |
| 61                                                         | Ben Healy (IRL)             | 4.                        |
| 62                                                         | Richard Carapaz (ECU)       | 78.                       |
| 63                                                         | Rui Costa (POR) (szosa)     | DNF                       |
| 64                                                         | Mikkel Frølich Honoré (DEN) | 38.                       |
| 65                                                         | Archie Ryan (IRL)           | DNF                       |
| 66                                                         | James Shaw (GBR)            | 67.                       |
| 67                                                         | Michael Valgren (DEN)       | 8.                        |
| Dyrektor sportowy : Juan Manuel Gárate, Tejay van Garderen |                             |                           |

| Groupama-FDJ GFC                    | Groupama-FDJ GFC       | Groupama-FDJ GFC |
| ----------------------------------- | ---------------------- | ---------------- |
| Nr                                  | Kolarz                 | Miejsce          |
| 71                                  | Valentin Madouas (FRA) | 39.              |
| 72                                  | Lewis Askey (GBR)      | 19.              |
| 73                                  | David Gaudu (FRA)      | DNF              |
| 74                                  | Lorenzo Germani (ITA)  | 55.              |
| 75                                  | Romain Grégoire (FRA)  | 52.              |
| 76                                  | Quentin Pacher (FRA)   | 76.              |
| 77                                  | Rémy Rochas (FRA)      | DNF              |
| Dyrektor sportowy : Jussi Veikkanen |                        |                  |

| Ineos Grenadiers IGD                            | Ineos Grenadiers IGD     | Ineos Grenadiers IGD |
| ----------------------------------------------- | ------------------------ | -------------------- |
| Nr                                              | Kolarz                   | Miejsce              |
| 81                                              | Michał Kwiatkowski (POL) | DNF                  |
| 82                                              | Kim Heiduk (GER)         | DNF                  |
| 83                                              | Salvatore Puccio (ITA)   | DNF                  |
| 84                                              | Brandon Rivera (COL)     | 34.                  |
| 85                                              | Artem Shmidt (USA)       | DNF                  |
| 86                                              | Connor Swift (GBR)       | 13.                  |
| 87                                              | Ben Turner (GBR)         | 56.                  |
| Dyrektor sportowy : Imanol Erviti, Ian Stannard |                          |                      |

| Intermarché-Wanty IWA                                     | Intermarché-Wanty IWA   | Intermarché-Wanty IWA |
| --------------------------------------------------------- | ----------------------- | --------------------- |
| Nr                                                        | Kolarz                  | Miejsce               |
| 91                                                        | Francesco Busatto (ITA) | 48.                   |
| 92                                                        | Louis Barré (FRA)       | 36.                   |
| 93                                                        | Kamiel Bonneu (BEL)     | DNF                   |
| 94                                                        | Kevin Colleoni (ITA)    | 58.                   |
| 95                                                        | Tom Paquot (BEL)        | DNF                   |
| 96                                                        | Simone Petilli (ITA)    | DNF                   |
| 97                                                        | Alexy Faure Prost (FRA) | DNF                   |
| Dyrektor sportowy : Aike Visbeek, Franky Van Haesebroucke |                         |                       |

| Israel-Premier Tech IPT                          | Israel-Premier Tech IPT | Israel-Premier Tech IPT |
| ------------------------------------------------ | ----------------------- | ----------------------- |
| Nr                                               | Kolarz                  | Miejsce                 |
| 101                                              | Jakob Fuglsang (DEN)    | 43.                     |
| 102                                              | Joseph Blackmore (GBR)  | 30.                     |
| 103                                              | Simon Clarke (AUS)      | 51.                     |
| 104                                              | Hugo Houle (CAN)        | 54.                     |
| 105                                              | Krists Neilands (LAT)   | DNF                     |
| 106                                              | Nadav Raisberg (ISR)    | 93.                     |
| 107                                              | Riley Sheehan (USA)     | DNF                     |
| Dyrektor sportowy : Sam Bewley, Francesco Frassi |                         |                         |

| Lidl-Trek LTK                                   | Lidl-Trek LTK           | Lidl-Trek LTK |
| ----------------------------------------------- | ----------------------- | ------------- |
| Nr                                              | Kolarz                  | Miejsce       |
| 111                                             | Andrea Bagioli (ITA)    | DNF           |
| 112                                             | Bauke Mollema (NED)     | 35.           |
| 113                                             | Jacopo Mosca (ITA)      | DNF           |
| 114                                             | Albert Withen Philipsen | 25.           |
| 115                                             | Quinn Simmons (USA)     | DNF           |
| 116                                             | Toms Skujiņš (LAT)      | 12.           |
| 117                                             | Mathias Vacek (CZE)     | DNF           |
| Dyrektor sportowy : Kim Andersen, Adriano Baffi |                         |               |

| Lotto LTD                                     | Lotto LTD                 | Lotto LTD |
| --------------------------------------------- | ------------------------- | --------- |
| Nr                                            | Kolarz                    | Miejsce   |
| 121                                           | Lennert Van Eetvelt (BEL) | 9.        |
| 122                                           | Jarrad Drizners (AUS)     | DNF       |
| 123                                           | Logan Currie (NZL)        | 82.       |
| 124                                           | Arjen Livyns (BEL)        | 42.       |
| 125                                           | Eduardo Sepúlveda (ARG)   | 79.       |
| 126                                           | Reuben Thompson (NZL)     | 50.       |
| 127                                           | Jonas Gregaard (DEN)      | DNF       |
| Dyrektor sportowy : Mario Aerts, Marc Wauters |                           |           |

| Movistar Team MOV                       | Movistar Team MOV                | Movistar Team MOV |
| --------------------------------------- | -------------------------------- | ----------------- |
| Nr                                      | Kolarz                           | Miejsce           |
| 131                                     | Davide Formolo (ITA)             | 14.               |
| 132                                     | Ruben Guerreiro (POR)            | DNF               |
| 133                                     | Carlos Canal (ESP)               | 64.               |
| 134                                     | Davide Cimolai (ITA)             | DNF               |
| 135                                     | Pelayo Sánchez (ESP)             | DNF               |
| 136                                     | Gonzalo Serrano (ESP)            | 71.               |
| 137                                     | Natnael Tesfatsion (ERI) (szosa) | DNF               |
| Dyrektor sportowy : Maximilian Sciandri |                                  |                   |

| Q36.5 Pro Cycling Team Q36                                  | Q36.5 Pro Cycling Team Q36 | Q36.5 Pro Cycling Team Q36 |
| ----------------------------------------------------------- | -------------------------- | -------------------------- |
| Nr                                                          | Kolarz                     | Miejsce                    |
| 141                                                         | Thomas Pidcock (GBR)       | 2.                         |
| 142                                                         | Xabier Azparren (ESP)      | DNF                        |
| 143                                                         | Gianluca Brambilla (ITA)   | DNF                        |
| 144                                                         | Fabio Christen (SUI)       | 87.                        |
| 145                                                         | Mark Donovan (GBR)         | 27.                        |
| 146                                                         | Milan Vader (NED)          | DNF                        |
| 147                                                         | Nickolas Zukowsky (CAN)    | DNF                        |
| Dyrektor sportowy : Gabriele Missaglia, Alexandre Sans Vega |                            |                            |

| Red Bull-Bora-Hansgrohe RBH                            | Red Bull-Bora-Hansgrohe RBH | Red Bull-Bora-Hansgrohe RBH |
| ------------------------------------------------------ | --------------------------- | --------------------------- |
| Nr                                                     | Kolarz                      | Miejsce                     |
| 151                                                    | Roger Adrià (ESP)           | 10.                         |
| 152                                                    | Jonas Koch (GER)            | DNF                         |
| 153                                                    | Filip Maciejuk (POL)        | DNF                         |
| 154                                                    | Gianni Moscon (ITA)         | DNF                         |
| 155                                                    | Anton Palzer (GER)          | DNF                         |
| 156                                                    | Jan Tratnik (SLO)           | 60.                         |
| 157                                                    | Tim van Dijke (NED)         | DNF                         |
| Dyrektor sportowy : Enrico Gasparotto, Christian Pömer |                             |                             |

| Team Solution Tech-Vini Fantini TFT  | Team Solution Tech-Vini Fantini TFT | Team Solution Tech-Vini Fantini TFT |
| ------------------------------------ | ----------------------------------- | ----------------------------------- |
| Nr                                   | Kolarz                              | Miejsce                             |
| 161                                  | Davide Baldaccini (ITA)             | DNF                                 |
| 162                                  | Valerio Conti (ITA)                 | 72.                                 |
| 163                                  | Andrea Piras (ITA)                  | DNF                                 |
| 164                                  | Lorenzo Quartucci (ITA)             | 66.                                 |
| 165                                  | Kristian Sbaragli (ITA)             | DNF                                 |
| 166                                  | Arnaud Tissières (SUI)              | DNF                                 |
| 167                                  | Kyryło Carenko (UKR)                | 83.                                 |
| Dyrektor sportowy : Marco Zamparella |                                     |                                     |

| Soudal Quick-Step SOQ                              | Soudal Quick-Step SOQ    | Soudal Quick-Step SOQ |
| -------------------------------------------------- | ------------------------ | --------------------- |
| Nr                                                 | Kolarz                   | Miejsce               |
| 171                                                | Mikel Landa (ESP)        | 11.                   |
| 172                                                | Mattia Cattaneo (ITA)    | 29.                   |
| 173                                                | Gianmarco Garofoli (ITA) | 45.                   |
| 174                                                | Pepijn Reinderink (NED)  | 59.                   |
| 175                                                | Pieter Serry (BEL)       | DNF                   |
| 176                                                | Mauri Vansevenant (BEL)  | 84.                   |
| 177                                                | Louis Vervaeke (BEL)     | DNF                   |
| Dyrektor sportowy : Davide Bramati, Klaas Lodewyck |                          |                       |

| Team Jayco AlUla JAY                           | Team Jayco AlUla JAY       | Team Jayco AlUla JAY |
| ---------------------------------------------- | -------------------------- | -------------------- |
| Nr                                             | Kolarz                     | Miejsce              |
| 181                                            | Filippo Zana (ITA)         | 47.                  |
| 182                                            | Alessandro De Marchi (ITA) | DNF                  |
| 183                                            | Davide De Pretto (ITA)     | DNF                  |
| 184                                            | Felix Engelhardt (GER)     | 57.                  |
| 185                                            | Anders Foldager (DEN)      | 31.                  |
| 186                                            | Alan Hatherly (RSA)        | DNF                  |
| 187                                            | Asbjørn Hellemose (DEN)    | 86.                  |
| Dyrektor sportowy : Valerio Piva, Andrew Smith |                            |                      |

| Team Picnic-PostNL TPP                           | Team Picnic-PostNL TPP    | Team Picnic-PostNL TPP |
| ------------------------------------------------ | ------------------------- | ---------------------- |
| Nr                                               | Kolarz                    | Miejsce                |
| 191                                              | Kevin Vermaerke (USA)     | DNF                    |
| 192                                              | Romain Combaud (FRA)      | DNF                    |
| 193                                              | Robbe Dhondt (BEL)        | DNF                    |
| 194                                              | Chris Hamilton (AUS)      | 44.                    |
| 195                                              | Bjoern Koerdt (GBR)       | 77.                    |
| 196                                              | Max Poole (GBR)           | DNF                    |
| 197                                              | Frank van den Broek (NED) | 88.                    |
| Dyrektor sportowy : Matthew Winston, Philip West |                           |                        |

| Team Polti VisitMalta PTV                            | Team Polti VisitMalta PTV | Team Polti VisitMalta PTV |
| ---------------------------------------------------- | ------------------------- | ------------------------- |
| Nr                                                   | Kolarz                    | Miejsce                   |
| 201                                                  | Mattia Bais (ITA)         | 81.                       |
| 202                                                  | Davide De Cassan (ITA)    | 89.                       |
| 203                                                  | Álex Martín (ESP)         | DNF                       |
| 204                                                  | Gabriele Raccagni (ITA)   | DNF                       |
| 205                                                  | Javier Serrano (ESP)      | DNF                       |
| 206                                                  | Diego Sevilla (ESP)       | DNF                       |
| 207                                                  | Samuele Zoccarato (ITA)   | 49.                       |
| Dyrektor sportowy : Stefano Zanatta, Giovanni Ellena |                           |                           |

| Team Visma \| Lease a Bike TVL                     | Team Visma \| Lease a Bike TVL | Team Visma \| Lease a Bike TVL |
| -------------------------------------------------- | ------------------------------ | ------------------------------ |
| Nr                                                 | Kolarz                         | Miejsce                        |
| 211                                                | Attila Valter (HUN) (szosa)    | 22.                            |
| 212                                                | Tijmen Graat (NED)             | 90.                            |
| 213                                                | Menno Huising (NED)            | DNF                            |
| 214                                                | Jørgen Nordhagen (NOR)         | 85.                            |
| 215                                                | Ben Tulett (GBR)               | 61.                            |
| 216                                                | Tosh Van der Sande (BEL)       | DNF                            |
| 217                                                | Julien Vermote (BEL)           | DNF                            |
| Dyrektor sportowy : Jesper Mørkøv, Maarten Wynants |                                |                                |

| Tudor Pro Cycling Team TUD                         | Tudor Pro Cycling Team TUD   | Tudor Pro Cycling Team TUD |
| -------------------------------------------------- | ---------------------------- | -------------------------- |
| Nr                                                 | Kolarz                       | Miejsce                    |
| 221                                                | Marc Hirschi (SUI)           | 24.                        |
| 222                                                | Larry Warbasse (USA)         | 74.                        |
| 223                                                | Jacob Eriksson (SWE) (szosa) | 96.                        |
| 224                                                | Roland Thalmann (SUI)        | DNF                        |
| 225                                                | Yannis Voisard (SUI)         | 69.                        |
| 226                                                | Fabian Weiss (SUI)           | 32.                        |
| 227                                                | Hannes Wilksch (GER)         | 94.                        |
| Dyrektor sportowy : Matteo Tosatto, Marcel Sieberg |                              |                            |

| Uno-X Mobility UXM                              | Uno-X Mobility UXM               | Uno-X Mobility UXM |
| ----------------------------------------------- | -------------------------------- | ------------------ |
| Nr                                              | Kolarz                           | Miejsce            |
| 231                                             | Magnus Cort Nielsen (DEN)        | 6.                 |
| 232                                             | Martin Urianstad (NOR)           | 70.                |
| 233                                             | Fredrik Dversnes (NOR)           | 21.                |
| 234                                             | Ådne Holter (NOR)                | 95.                |
| 235                                             | Anders Halland Johannessen (NOR) | 28.                |
| 236                                             | Tobias Halland Johannessen (NOR) | 23.                |
| 237                                             | William Blume Levy (DEN)         | 68.                |
| Dyrektor sportowy : Gabriel Rasch, Emil Vinjebo |                                  |                    |

| XDS Astana Team XAT                               | XDS Astana Team XAT           | XDS Astana Team XAT |
| ------------------------------------------------- | ----------------------------- | ------------------- |
| Nr                                                | Kolarz                        | Miejsce             |
| 241                                               | Alberto Bettiol (ITA) (szosa) | DNF                 |
| 242                                               | Alessandro Romele (ITA)       | 63.                 |
| 243                                               | Christian Scaroni (ITA)       | DNF                 |
| 244                                               | Ide Schelling (NED)           | DNF                 |
| 245                                               | Davide Toneatti (ITA)         | 40.                 |
| 246                                               | Diego Ulissi (ITA)            | DNF                 |
| 247                                               | Simone Velasco (ITA)          | 41.                 |
| Dyrektor sportowy : Stefano Zanini, Dario Cataldo |                               |                     |

Legenda: DNF – nie ukończył, OTL – przekroczył limit czasu, DNS – nie wystartował, DSQ – zdyskwalifikowany.

## Klasyfikacja generalna
| \| Klasyfikacja generalna \| Klasyfikacja generalna \| Klasyfikacja generalna \| Klasyfikacja generalna \| Klasyfikacja generalna \| \| Kolarz \| Kolarz \| Państwo \| Drużyna \| Czas \| \| ---------------------- \| ---------------------- \| ---------------------- \| ----------------------- \| ---------------------- \| \| 1. \| Tadej Pogačar \| Słowenia \| UAE Team Emirates XRG \| 5h 13' 58" \| \| 2. \| Thomas Pidcock \| Wielka Brytania \| Q36.5 Pro Cycling Team \| + 1' 24" \| \| 3. \| Tim Wellens \| Belgia \| UAE Team Emirates XRG \| + 2' 12" \| \| 4. \| Ben Healy \| Irlandia \| EF Education-EasyPost \| + 3' 23" \| \| 5. \| Pello Bilbao \| Hiszpania \| Bahrain Victorious \| + 4' 20" \| \| 6. \| Magnus Cort Nielsen \| Dania \| Uno-X Mobility \| + 4' 26" \| \| 7. \| Gianni Vermeersch \| Belgia \| Alpecin-Deceuninck \| + 4' 29" \| \| 8. \| Michael Valgren \| Dania \| EF Education-EasyPost \| + 4' 37" \| \| 9. \| Lennert Van Eetvelt \| Belgia \| Lotto \| + 4' 47" \| \| 10. \| Roger Adrià \| Hiszpania \| Red Bull-Bora-Hansgrohe \| + 5' 06" \| |                     |                 |                         |            |
| |                     |                 |                         |            |
| |                     |                 |                         |            |
| Klasyfikacja generalna |                     |                 |                         |            |
| Kolarz | Kolarz              | Państwo         | Drużyna                 | Czas       |
| 1. | Tadej Pogačar       | Słowenia        | UAE Team Emirates XRG   | 5h 13' 58" |
| 2. | Thomas Pidcock      | Wielka Brytania | Q36.5 Pro Cycling Team  | + 1' 24"   |
| 3. | Tim Wellens         | Belgia          | UAE Team Emirates XRG   | + 2' 12"   |
| 4. | Ben Healy           | Irlandia        | EF Education-EasyPost   | + 3' 23"   |
| 5. | Pello Bilbao        | Hiszpania       | Bahrain Victorious      | + 4' 20"   |
| 6. | Magnus Cort Nielsen | Dania           | Uno-X Mobility          | + 4' 26"   |
| 7. | Gianni Vermeersch   | Belgia          | Alpecin-Deceuninck      | + 4' 29"   |
| 8. | Michael Valgren     | Dania           | EF Education-EasyPost   | + 4' 37"   |
| 9. | Lennert Van Eetvelt | Belgia          | Lotto                   | + 4' 47"   |
| 10. | Roger Adrià         | Hiszpania       | Red Bull-Bora-Hansgrohe | + 5' 06"   |